# Župna crkva sv. Marije na Dolcu
Crkva Pohoda Blažene Djevice Marije u Zagrebu, poznata i kao Crkva Svete Marije na Dolcu je župna crkva na adresi Dolac 2 i zaštićeno kulturno dobro Republike Hrvatske.

## Povijest crkve
Već 1272. godine u Zagrebu je postojala "Crkva Blažene Djevice Marije" podno Gradeca koja se vjerojatno nalazila na istom mjestu gdje je i današnja.
Moguće je da je ova crkva sagrađena nakon što je katedrala uništena tijekom Tatarske invazije (1242.),
kako bi se omogućila služba mise do izgradnje katedrale.
Godine 1315. vlasnici crkve su cisterciti koji su između 1307. i 1315. s otoka sv. Egidije na Savi došli u Zagreb.
Godine 1347. cisterciti su obnovili crkvu pored koje su imali i samostan, postojalo je i kupalište na vlastitu zemljištu. 
Cisterciti su napustili Zagreb između 1496. i 1499. iz nepoznatih razloga, možda zbog straha od turskih provala.
Crkva postaje župna 1511. godine kada se u nju odobrenjem pape Julija II. prenose prava iz dotadašnje župne crkve sv. Emerika uz katedralu, uklonjene zbog izgradnje novih obrambenih zidina.
Današnji zvonik sagrađen je 1736-42., glavni oltar bio je posvećen pohodu Blažene Djevice Marije svetoj Elizabeti. 
Stara crkva opisana 1736. godine temeljito je pregrađivana i proširena do 1750. godine, kada možemo 
smjestiti dovršetak radova na crkvi.
Grobnice pod novom crkvom spominju se prvi puta u vizitama g. 1779. Mi ih međutim nalazimo u 
maticama umrlih puno ranije. Jedna je od najstarijih godina u tim maticama u kojima se javljaju, g. 1757; kad je u jednoj od njih bio pokopan poznati ljubljanski kipar, inače Venecijanac, Franjo Robba.
Potres 1880. godine oštetio je sve zagrebačke crkve, posebno katedralu, no crkva na Dolcu ostala je u funkciji i služila je kao katedralna crkva u razdoblju od 1880. do 1885. godine.
I 140 godina poslije situacija se ponovila, u potresu 22. ožujka 2020. oštećene su sve crkve u središtu Zagreba.

## Galerija
- Pogled na crkvu sa Strossmayerovog šetališta.
- Barokni toranj crkve pored tornja zagrebačke katedrale.
- Pogled na crkvu iz Tkalčićeve ulice.
- Crkva na razglednici iz serije "Stari Zagreb" Pyotr Pavlovich Fetisova (1877.-1926.).
- Maketa Kaptola u Muzeju grada Zagreba, crkva se nalazi u lijevom kutu slike.
- Pogled na crkvu s Gornjeg grada
- Pogled na crkvu iz Tkalčićeve ulice
- Pogled na toranj crkve iz prostora ispred ulaza (crkva je trenutno van funkcije, 2025.)